# Gonomyia (Gonomyia) dentata
Gonomyia (Gonomyia) dentata is een tweevleugelige uit de familie steltmuggen (Limoniidae). De soort komt voor in het Palearctisch gebied.